# Igreja Eagle Brook
A Igreja Eagle Brook (em inglês:  Eagle Brook Church) é uma megaigreja batista multissítio com sede em Centerville (Minnesota), nos Estados Unidos, membra de Converge. Seu líder é o pastor Jason Strand.

## História
A igreja foi fundada em 1948 como um grupo doméstico de estudos bíblicos chamado Missão Batista Betânia, depois Primeira Igreja Batista, liderada por Sam e Ethel Hane em White Bear Lake.  Em 1991, Bob Merritt se tornou o pastor sênior da igreja de 300 membros. Em 1995, a igreja foi renomeada para Eagle Brook Church.  Em 2005, fez a dedicação de um novo prédio em Lino Lakes, incluindo um auditório de 2.100 lugares, um café e uma livraria. Em 2019, abriu 8 campus em diferentes cidades na área de Minneapolis-Saint Paul.  Em 2020, Jason Strand se tornou o pastor sênior da igreja. 
De acordo com um censo da igreja divulgado em 2024, ela disse que tinha uma freqüência semanal de 25.400 pessoas e 9 campus em diferentes cidades. 

## Crenças
A Igreja tem uma confissão de fé Batista e é membra de Converge. 